# Ahua
Ahua is een geslacht van spinnen uit de  familie van de Agelenidae (trechterspinnen).

## Soorten
- Ahua dentata Forster & Wilton, 1973
- Ahua insula Forster & Wilton, 1973
- Ahua kaituna Forster & Wilton, 1973
- Ahua vulgaris Forster & Wilton, 1973